# Bob Cools
Hubert Ludovic Charlotte (Bob) Cools (Antwerpen, 27 april 1934) is een voormalig Belgisch politicus voor de SP en was onder meer burgemeester van Antwerpen van 1983 tot 1994.

## Levensloop
Cools behaalde drie universitaire titels aan de ULB. Hij studeerde af in 1958 en ging aan de slag bij de studiediensten van de algemene directie van de haven. In 1970 tot gemeenteraadslid van Antwerpen verkozen, werd hij in 1971 schepen voor ruimtelijke ordening, stedenbouw en tevens ambtenaar van de burgerlijke stand. Voor wat de eerste twee bevoegdheden betreft, was hij de eerste Belgische schepen met die opdracht. In deze was hij de geestelijke vader van de Antwerpse autovrije straten en een felle verdediger van het stedelijk erfgoed.
Hij was ook de drijvende kracht achter het jaarlijks organiseren van de Dag van de stedenbouw, die aanleiding gaf tot Belgisch-Nederlandse bijeenkomsten en publicaties.
Voorts was hij onder meer commissaris bij de NMBS en beheerder van Sabena. Bob Cools was van 1974 tot 1983 lid van de Kamer van volksvertegenwoordigers voor het kiesarrondissement Antwerpen. In de periode april 1974-oktober 1980 zetelde hij als gevolg van het toen bestaande dubbelmandaat ook in de Cultuurraad voor de Nederlandse Cultuurgemeenschap, die op 7 december 1971 werd geïnstalleerd. Vanaf 21 oktober 1980 tot januari 1983 was hij lid van de Vlaamse Raad, de opvolger van de Cultuurraad en de voorloper van het huidige Vlaams Parlement. Hij lag mee aan de basis van het nieuwe decreet op de monumenten en stadsgezichten.

### Burgemeester van Antwerpen
Op 1 januari 1983 werd hij benoemd tot burgemeester van de kersverse fusiestad Antwerpen, als opvolger van Mathilde Schroyens en van de zeven burgemeesters van de voorheen onafhankelijke gemeenten Berchem, Borgerhout, Deurne, Ekeren, Hoboken, Merksem en Wilrijk, die een district van de stad Antwerpen werden. Ook het in 1958 reeds bij Antwerpen aangehechte gebied van de voormalige gemeenten Berendrecht, Lillo en Zandvliet werd onder de naam van Berendrecht-Zandvliet-Lillo (volgorde volgens belangrijkheid) als een district bij de andere districten gevoegd. Hij oefende tevens de bevoegdheid cultuur uit.
Zijn populariteit bleek bij de gemeenteraadsverkiezingen van 1988: hij kreeg 19.234 voorkeurstemmen. Zijn partij verloor in diezelfde verkiezingen echter zetels, ten voordele van het Vlaams Blok.
Onder leiding van Bob Cools ging het stadsbestuur in de tegenaanval met onder meer wrevelagenten en kleinschalige buurtcentra, maar de inspanningen om de multiculturele samenleving te doen bloeien in Antwerpen werden gehinderd door de torenhoge schuldenlast van de stad en de logge administratie. Het stadsbestuur kreeg ook heel wat kritiek te verwerken, onder meer naar aanleiding van de fel gecontesteerde sloop in 1990 van de Koninklijke Stapelhuizen (den Entrepot). In de sloop van dit unieke stuk erfgoed speelde Cools een cruciale rol. Hij haalde onder meer de toen hoog in aanzien staande Amerikaanse architect Richard Meier naar Antwerpen om zijn gelijk te halen. Meier deed wat van hem werd verwacht: hij bestempelde de Stapelhuizen als "rommel". Protest van de hele erfgoed- en culturele wereld heeft de sloop niet kunnen verhinderen.
In 1993 werd onder het bestuur van Bob Cools ook een vergunning uitgereikt aan de nv Kinepolis om een bioscoopcomplex neer te zetten op de Luchtbal. Dit Megacomplex Metropolis betekende de finale doodsteek voor het Rex-concern van Georges Heylen. Op 5 mei 1994 toen de bioscopen van Georges Heylen 7 maanden waren gesloten wegens faillissement, gaf het Antwerpse Schepencollege onder leiding van Bob Cools de toestemming om Horeca op Metropolis toe te laten, Dit met het directe gevolg dat het hele Statiekwartier nog verder werd gehypothekeerd en nog meer faillissementen en sluitingen van de bestaande horecabedrijven volgden.

### Na het burgemeesterschap
Bij de gemeenteraadsverkiezingen van 1994 was de gepresenteerde rekening nog zwaarder dan in 1988: het Vlaams Blok werd de grootste partij. Bob Cools, toch nog goed voor 16.580 voorkeurstemmen, moest plaats maken voor de jongere Leona Detiège en werd aangesteld tot OCMW-voorzitter. In april 2001 ging hij in deze functie met pensioen.
Ondanks zijn pensioen bleef hij actief en datzelfde jaar nog werd hij aangesteld als voorzitter van de sociale huisvestingsmaatschappij Onze Woning. Hij wijdde zich ook aan wetenschappelijk onderzoek, en promoveerde in april 2005 tot doctor in de politieke wetenschappen aan de Vrije Universiteit Brussel op het proefschrift Verdraagzaam Samenleven in de sociale huisvesting. Een vergelijkend onderzoek: Manchester, Rotterdam, Rijsel, Antwerpen.
Hij bleef ook dan de evolutie van Antwerpen op de voet volgen. In 2008 nog liet hij optekenen voorstander te zijn van een ondertunnelde Oosterweelverbinding die hij beoordeelde als een betere oplossing voor de volksgezondheid. Bij sloping van erfgoed of bij ongepaste evoluties (zoals in het geval van het Stadspark) liet hij zijn stem horen.
In zijn memoires spreekt hij groot scepticisme uit over een havenfusie Antwerpen-Zeebrugge en protesteert tegen de uitbreiding en omvorming van Het Steen tot onthaalcentrum.

## Privé
Cools is in 1961 gehuwd met Jacky Braem, heeft een dochter en twee kleinkinderen. Hij woont in het noorden van de Antwerpse Linkeroever.

## Trivia
- Bob Cools is lid van de circa 25 leden tellende Snorrenclub Antwerpen. Hij werd in 1983 "Snor van het Jaar".
- Hij heeft een klein cameo in de satirische strip Pest in 't Paleis (1983) door Jan Bosschaert en Guido van Meir.
- Ook in het Kiekeboealbum De snor van Kiekeboe (1984) heeft hij een cameo. Hij wandelt uit het Antwerpse stadhuis. Een restaurantplakkaat kondigt met een woordspeling aan: "Dagschotel: "Rode Cools".

## Publicaties
- In naam van de stad, Hadewijch, Antwerpen, 1991.
- Cool(s') parcours, De Vries-Brouwers, Antwerpen, 2021.